# Maurice Burrus

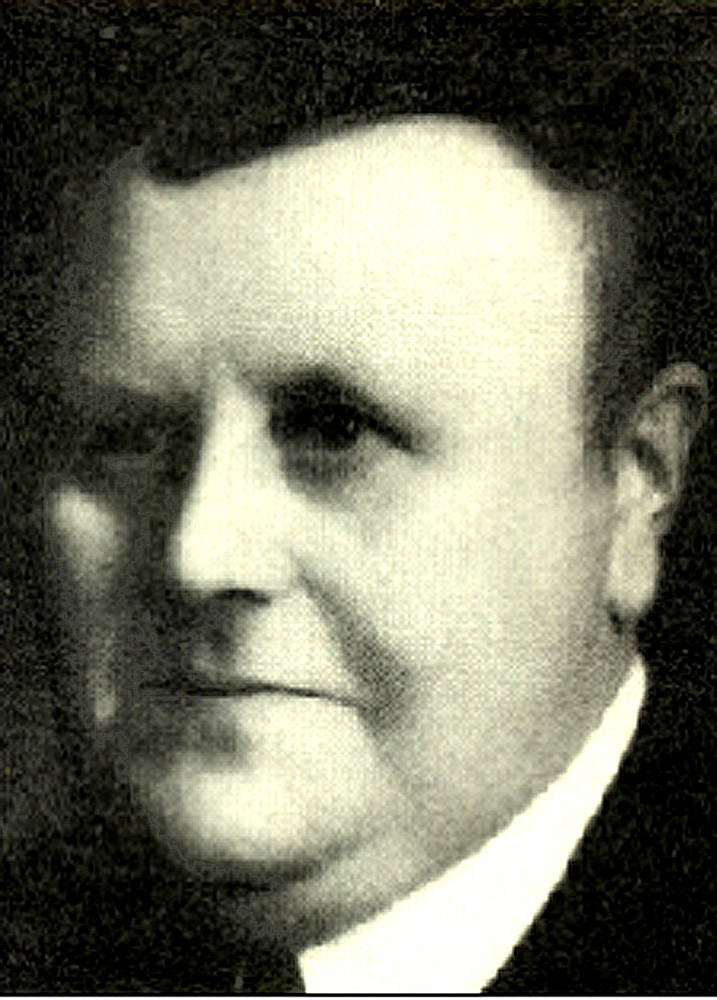
Burrus in 1932

Maurice Burrus (8 maart 1882 – 5 december 1959) was een Frans tabaksindustrieel en filatelist. 

## Filatelist
Van jongs af aan spaarde hij postzegels en met het familiekapitaal kon hij een kostbare verzameling aanleggen. Met de Engelse koning George V en de Amerikaanse industrieel Arthur Hind behoorde hij tot de belangrijkste kopers toen de verzameling van Philipp von Ferrary werd geveild. Later kocht hij twee exemplaren van de Post Office Mauritius. In de aanloop naar de Tweede Wereldoorlog wist hij belangrijke delen van zijn verzameling in Zwitserland en in de Verenigde Staten onder te brengen.